# Dipyrromethan
Dipyrromethan ist eine chemische Verbindung und beinhaltet zwei Pyrrolringe, die über eine Methylengruppe verbrückt sind.

## Gewinnung und Darstellung
Dipyrromethan wurde erstmals 1881 von dem italienischen Chemiker Giacomo Luigi Ciamician synthetisiert, allerdings nicht als solches erkannt und charakterisiert, da er hoffte, Pyridin herzustellen. Die gleich Synthese wurde aber 1907 von Amé Pictet wiederholt und die Produkte charakterisiert. Zur Reaktion wird Pyrrolkalium mit Dichlormethan in einem geschlossenen Behälter 2 Stunden auf 120–130 °C erhitzt. Bei der Reaktion entsteht sowohl ein über die Stickstoffatome verbrücktes Dipyrromethan, als auch das über die Kohlenstoffatome in 2-Position verbrückte (Titelverbindung). Das Nebenprodukt geht allerdings unter den gegebenen Bedingungen eine Umlagerung zum Hauptprodukt um, sodass nur geringe Mengen des Nebenprodukts in der Reaktionsmischung gefunden werden. Die Isolation der Titelverbindung erfordert mehrere Schritte: Erst wird die Reaktionsmischung extrahiert, dann werden sowohl Neben- als auch Hauptprodukt bei Raumdruck und 250–300 °C abdestilliert. Haupt- und Nebenprodukt können nun durch Umkristallisation aus Ethanol voneinander getrennt werden.

## Eigenschaften
Wie für Pyrrol-Verbindungen üblich wird Fichtenholz von Dipyrromethan violett verfärbt.